# 348
Het jaar 348 is het 48e jaar in de 4e eeuw volgens de christelijke jaartelling.

## Gebeurtenissen

### Italië
- Keizer Constans I regeert in Rome als een tiran en is verzot op macht. Hij biedt op aanbod hoge ambtenarenposten aan en voert een wanbeleid met de Senaat.

### Perzië
- Koning Shapur II belegert tevergeefs de vestingstad Singara (Mesopotamië). Hij wordt gedwongen zich terug te trekken (mogelijk ook 344).
- In het Perzische leger worden vrouwen toegelaten en krijgen als huurtroepen (auxilia) de taak om het Perzische Rijk te verdedigen.
- Shapur II laat de heilige Abraham van Arbela martelen en onthoofden, omdat hij weigert de zon te aanbidden.

## Geboren
- Prudentius, Romeins christelijk dichter (overleden 413)

## Overleden
- Abraham van Arbela, Perzisch bisschop en martelaar (waarschijnlijke datum)
- Pachomius, stichter van een kloosterorde in Egypte (waarschijnlijke datum)